# جيري فلينت
جيري فلينت (بالإنجليزية: Jerry Flint)‏ هو صحفي أمريكي، ولد في 20 يونيو 1931، وتوفي في 7 أغسطس 2010.